# Uniwersytet w Dar es Salaam
Uniwersytet w Dar es Salam (ang. University of Dar es Salaam, suahili Chuo Kikuu cha Dar es Salaam) – tanzańska publiczna szkoła wyższa, zlokalizowana w Dar es Salaam.
Poprzednikiem uczelni był utworzony 1 lipca 1961 wydział zamiejscowy Uniwersytetu Londyńskiego, na którym wykładano prawo dla trzynastu studentów. W 1963, po uzyskaniu niepodległości przez Tanganikę, Kenię i Ugandę, funkcjonujące w tych krajach kolegia połączono w Uniwersytet Wschodniej Afryki (University of East Africa). W 1970 został on podzielony na trzy samodzielne jednostki: Uniwersytet w Dar es Salaam, Uniwersytet Makerere i Uniwersytet w Nairobi. Uniwersytet Dar es Salaam został ustanowiony 1 lipca 1970. 
Dwa funkcjonujące od 1970 wydziały przekształciły się w osobne uczelnie. W 1984, na bazie Wydziału Rolnictwa (Faculty of Agriculture), utworzono samodzielny Uniwersytet Rolniczy Sokoine, zaś w 2007 roku Wydział Medyczny (Faculty of Mediciene) przekształcono w Muhimbili University of Health and Allied Sciences. Przyłączony do uczelni w 1996 Ardhi Institute, funkcjonował jako University College of Lands and Architectural Studies do 2007 roku, w którym uzyskał rangę samodzielnej jednostki i przyjął nazwę Ardhi University.

## Jednostki organizacyjne
- College of Social Science (CoSS)
- College of Humanities (CoHU)
- College of Natural and Applied Sciences (CoNAS)
- College of Engineering and Technology (CoET)
- College of Information and Communication Technologies (CoICT)
- College of Agricultural Sciences and fisheries Technology (CoASFT)
- Dar es Salaam University College of Education (DUCE)
- Mkwawa University College of Education (MUCE)